# Саракаев, Ибрагим-Бек
Ибрагим-Бе́к Сарака́ев (21 сентября 1883 — 1934) — один из первых чеченских писателей и публицистов, историк по традициям и фольклору чеченского народа.

## Биография

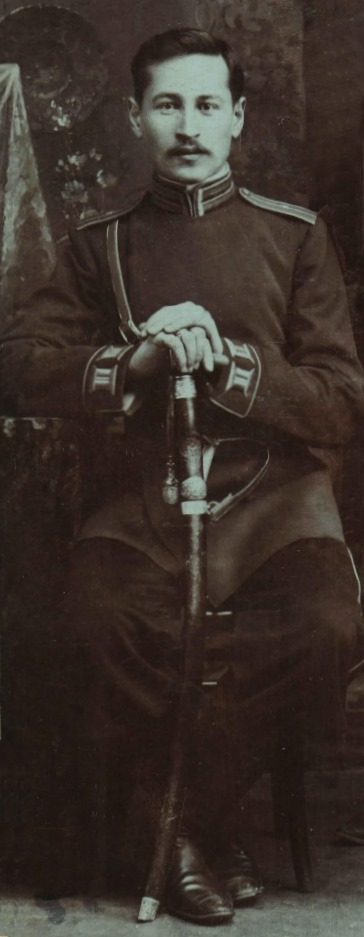
Ибрагим-Бек Саракаев

Родился 21 сентября 1883 года в крепости Ведено. Отец умер очень рано, вскоре скончалась и мать Самта, оставив трёх маленьких детей: двух братьев Ибрагима и Азиза и сестру Мани. Ибрагим и Азиз далее воспитывались братом отца — Сабаем Сазоевичем Саракаевым, поручиком Лейб-гвардии Уланского Е. И. В. полка, который жил в разных местах, в том числе и в Вольно-Христиановском (Северная Осетия).
В начале XX века окончил реальное училище в городе Владикавказе и уехал в 1902 году в город Тифлис, где и начал свою литературную и журналистскую деятельность, работая в широко известном и популярном журнале «Кавказ».
В 1907 году Ибрагим-Бек Саракаев переехал во Владикавказ и устроился на работу в газету «Терек» (в этой газете тогда же работал и видный революционер-большевик Сергей Киров).
В те годы он написал «Нохчо», «Чеченец», «Веданхо» и много других произведений, которые опубликовал только в 1911—1914 годах, также более 30 материалов по национальным и земельным вопросам Чечни, проблемам судейства, развития культуры и образования, в которых он открыто критиковал беззаконие и произвол, творимый представителями власти в горах.
Опубликованы рассказы и такие крупные историко-философские исследования, как «Мюридизм», «Суд и казнь Шамиля» и другие. В те же годы во Владикавказе были напечатаны две крупные художественно-документальные работы Ибрагим-Бека Саракаева: в 1913 году — книга «По трущобам Чечни», а в 1914 году — «Чечня и пленение Шамиля». Это были первые в истории Чечни книги, правдиво написанные чеченцем о жизни своего народа. В них особенно ярко проявилось писательское мастерство Ибрагим-Бек Саракаева.
После начала Первой мировой войны Ибрагим-Бек записался вольноопределяющимся в Татарский конный полк Кавказской туземной конной дивизии (ставшей известной впоследствии как знаменитая «Дикая дивизия»). За мужество и смекалку, проявленные в боях на Юго-Западном фронте, Ибрагим-Бек был произведён в офицеры. Служил адъютантом великого князя Михаила Александровича, который тогда командовал Дикой дивизией. В дальнейшем он дослужился до подполковника.
За отвагу был также награждён орденами Святого Георгия IV степени, Святой Анны II степени с мечами, Святого Станислава II степени с мечами (см. Саракаевы).

## В Советской Республике
В 1914 году Ибрагим-Бек Саракаев уходит на войну и пишет урывками, в основном, рассказы и очерки, но, остаётся недовольный их качеством, он редко отдавал их в печать. За последние 20 лет жизни им было написано очень немного. После Февральской революции 1917 года служил чиновником по особым поручениям в Горском правительстве Абдул-Меджида (Тапы) Чермоева.
В годы Гражданской войны, по рекомендации С. Кирова, служил в XI Красной Армии в должности заместителя командующего по снабжению. После победы Советской власти в Чечне был заместителем начальника милиции Чеченской автономной области.
Преследовался НКВД. Умер в 1934 году. Похоронен в родном селе Ведено.
В эпоху сталинизма многие представители рода Саракаевых были репрессированы, но реабилитированы в 1990-е годы.

## Семья, дети
В 1926 году женился на известной журналистке Мариам (урождённой Эльмурзаевой). От неё дети: Азамат, Юсуп, Хамзат (род. 1927; известный журналист, писатель, поэт, переводчик).
Мариам Эльмурзаева (Саракаева) была племянницей (дочерью сестры) премьер-министра Горского правительства Тапы Чермоева.